# Urastoma
Urastoma är ett släkte av plattmaskar som beskrevs av Dörler 1900. Urastoma ingår i familjen Urastomidae.
Släktet innehåller bara arten Urastoma cyprinae. Urastoma är enda släktet i familjen Urastomidae.